# Esloti
El esloti (en polaco, złoty [ˈzwɔtɨ]) es la divisa de Polonia. Se divide en 100 groszy (sing.: grosz ['grɔʂ]; pl. nom.: grosze ['grɔʂɛ]; pl. gen.: groszy ['grɔʂɨ]). El código ISO 4217 para esta unidad monetaria es PLN y su abreviatura es zł.
La palabra quiere decir literalmente ‘dorado’ en polaco. Grosz viene de la palabra checa groš, y esta a su vez de la frase latina medieval denarius grossus,

## Historia

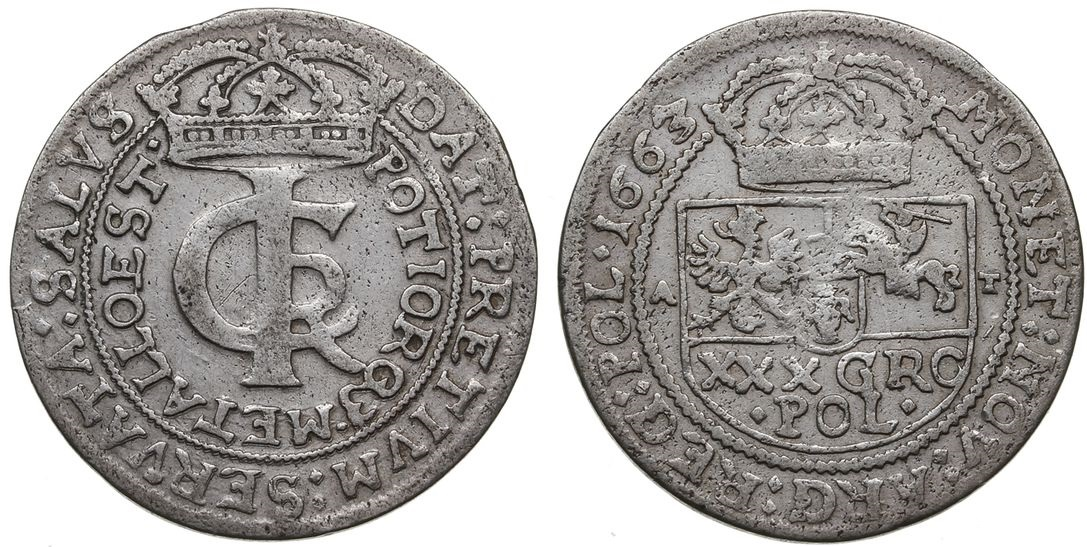
Tymf - una moneda de esloti del 1663

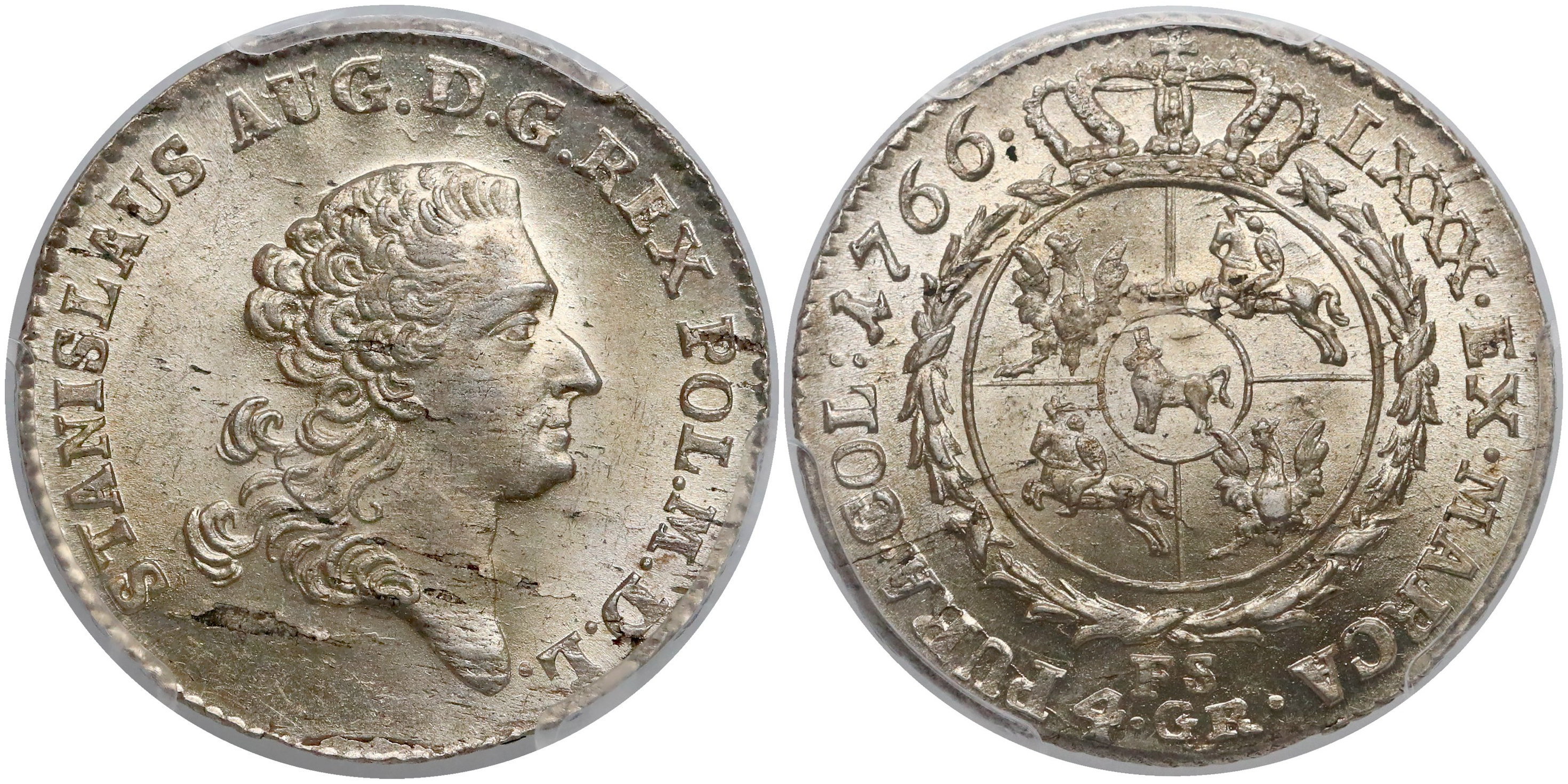
Un esloti del 1766, bajo el reinado de Estanislao II Poniatowski

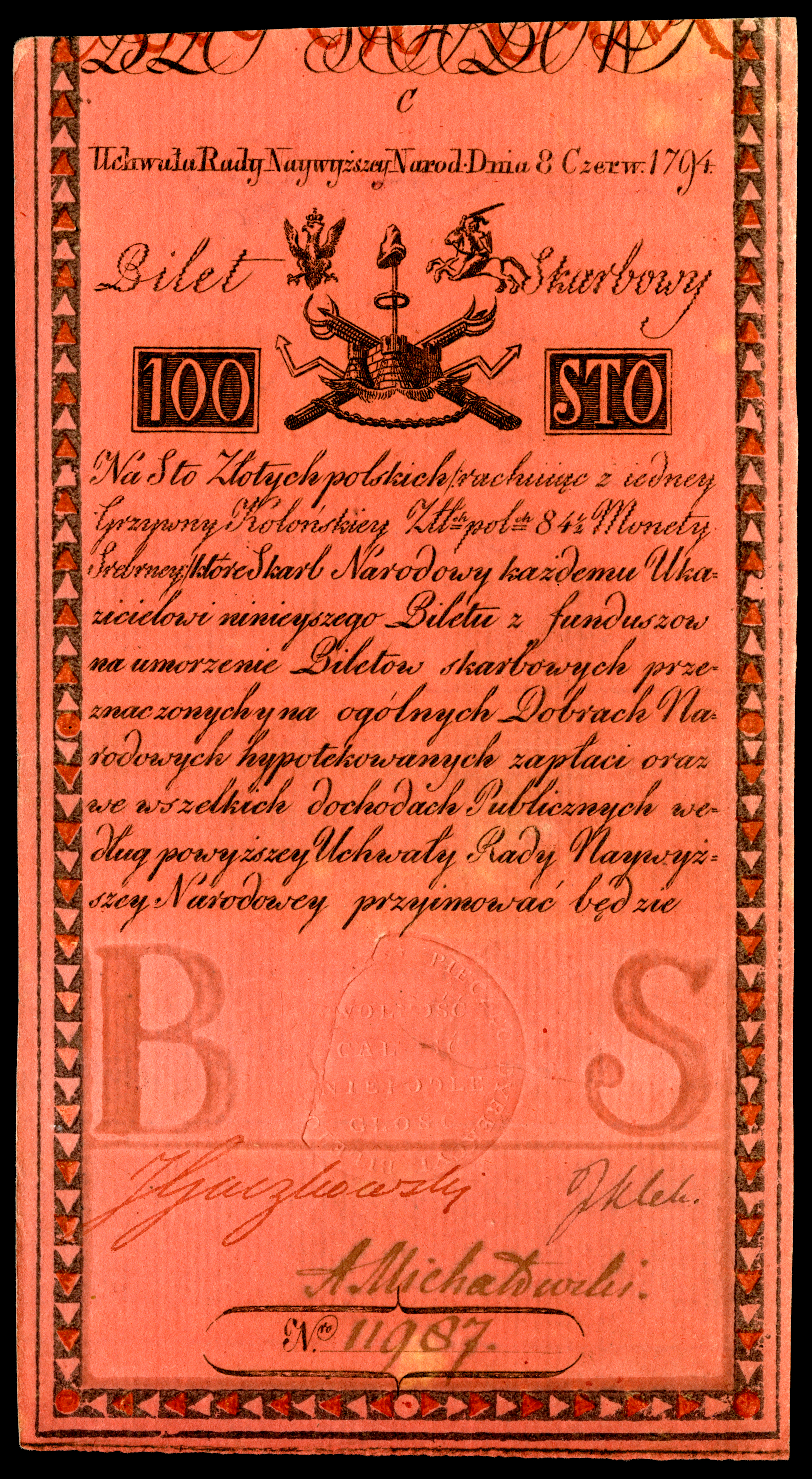
100 eslotis correspondiente a la primera emisión de billetes de esloti el 8 de junio de 1794 bajo la autoridad de Tadeusz Kościuszko.

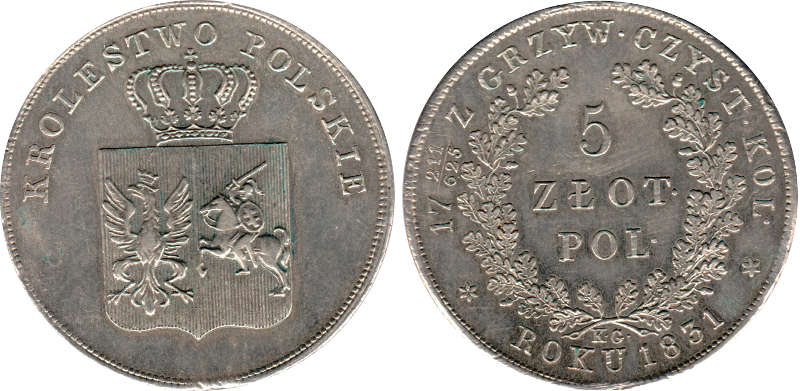
5 eslotis de levantamiento de Noviembre del 1831

### El reino de Polonia y la Primera República
En los tiempos del reino de Polonia y la Primera República Polaca el concepto złoty polski (literalmente ‘el dorado polaco’) funcionaba como la unidad monetaria igual a los treinta groszy a partir de los inicios del siglo XVI, tanto en los documentos oficiales como en el comercio. Aunque, entre el siglo XVI y la mitad del siglo XVII no circulaban las monedas de este valor. El origen del esloti actual tiene sus raíces en esta unidad monetaria.
También, se llamaba złoty o czerwony złoty (literalmente ‘el dorado rojo’) a los ducados de oro polacos o extranjeros (especialmente los de Países Bajos).
La primera moneda de esloti con el valor de 30 groszy fue acuñada durante el reinado de Juan II Casimiro. Su acuñación fue una consecuencia de la crisis económica que tocó el país después de la guerra con Suecia llamada el diluvio. Esas monedas tenían también el nombre de tymf (por parte de Andrzej Tymf, su creador) y tenían el valor real de plata mucho más bajo que su valor oficial.
En el siglo XVIII aparecen las mondedas de dos eslotis (8 groszy de plata, igual a los 60 groszy de cobre) acuñadas durante el reinado de Augusto III.
Entre los años 1765 y 1766 se llevó a cabo una reforma monetaria por el rey Estanislao II Poniatowski, momento en el que el esloti se convirtió en divisa nacional del país. Desde la reforma circulaban las monedas de un y dos eslotis (con el valor de 4 y 8 groszy de plata, o 30 y 60 groszy de cobre).
Durante la Primera República, en el siglo XVIII, el valor del esloti correspondía al de un tálero. El valor del esloti estuvo unido al valor del tálero, siendo ocho eslotis igual a un tálero, y seis eslotis después del 1787.

### Periodo de particiones
Durante las particiones, las monedas de eslotis fueron acuñados en Polonia del Congreso (1, 2, y 5 eslotis de plata, 25 y 50 eslotis de oro), y también durante el levantamiento de Noviembre del 1830 (2 y 5 eslotis de plata acuñados en 1831). Después de la caída del levantamiento, entre los años treinta y cincuenta del siglo XIX, aparecen las monedas con el doble valor de esloti y rublo ruso.
El esloti fue también acuñado en la República de Cracovia.

### Segunda República
A consecuencia de la hiperinflación y el caos monetario que sufría el país en los años posteriores de la guerra, el esloti fue introducido de nuevo reemplazando al marco polaco (la moneda temporal que funcionaba después de la Primera Guerra Mundial). El tipo de cambio se correspondía con 1 zloty igual a 1 800 000 marcos y fue dividido en 100 groszy. Fijando el valor de la unidad a 0,1687 gramos de oro puro.
El Decreto Presidencial hizo que las monedas con denominaciones de 100, 50, 20 y 10 eslotis fueran fabricadas en un 0,9 % de oro puro. Las monedas de 5, 2 y 1 esloti en plata. Las de 50, 20, y 10 groszy en níquel y los 5, 2 y 1 groszy en bronce.
A finales de 1925, el gobierno polaco no pudo pagar los valores publicados. La economía de Polonia estaba al borde de la quiebra, a pesar de que el primer ministro polaco, Władysław Grabski, se negara a recibir ayuda extranjera, ya que temía que Polonia pasara a depender de la Sociedad de las Naciones. El Ministro pensó que tan pronto como el esloti se estabilizara, los acreedores extranjeros darían créditos e inversiones en condiciones más favorables que las que se proponía en ese momento. Sin embargo, la falta de confianza en la economía polaca hizo que estos pensamientos fueran imposibles.
Debido a la posición de Władysław Grabski, Polonia trataba de atraer a los inversores extranjeros. Su gobierno se vio obligado a vender alguna propiedad del país en condiciones desfavorables, sin ningún efecto significativo. En total, el esloti se convirtió en un 50 % más barato de lo que era en 1923, Władysław Grabski renunció a su cargo, sin embargo, se evitó la hiperinflación.

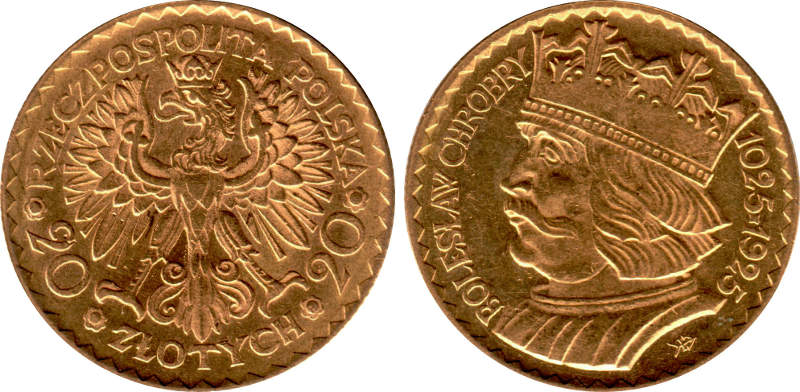
20 eslotis de oro de 1925 con imagen de Boleslao I el Bravo.

Se produjeron aún más problemas en la economía de Polonia, sobre todo debido a la Ley de 1920 de protección social. Era evidente de que el sistema no podía funcionar así. El apogeo de la crisis se produjo en noviembre de 1925. El PPS (Partido Socialista Polaco) exigió hacer lo que se denomina una sanación.
En mayo de 1926 se produjo un golpe de Estado, lo que provocó que Pilsudski se convirtiera en el líder autoritario de Polonia. Prácticamente de inmediato se estabilizó el presupuesto. Los ingresos fiscales aumentaron significativamente, y el crédito se tomó de los EE. UU., y por consiguiente el Banco Nacional de Polonia fue más fuertemente controlado por el gobierno. Esto provocó la detención del deterioro de la economía polaca.
Anteriormente al caso de Austria y Hungría, una comisión de seguimiento especial llegó a Polonia para analizar la situación económica. El jefe de la comisión el profesor estadounidense Edwin Walter Kemmere.
El esloti, el cual empezó a devaluarse en 1925, empezó a estabilizarse al año siguiente (principalmente gracias a las exportaciones significativas de carbón), y se estableció en la tasa de dólar-esloti con un 50 % mayor que en 1924. Hasta 1933 el esloti fue intercambiado libremente en oro y divisas extranjeras.
En 1924-1925 hubo una gran salida de capitales de los bancos, pero en 1926 se vio invertir en los bancos. Como se dijo anteriormente, el principal factor que provocó el progreso económico fue el aumento de la demanda de carbón. Sin embargo, en 1927 el crecimiento económico se ralentizó debido a la sobrevaloración del esloti. Como resultado, el carbón era demasiado caro, y la cantidad de carbón comprado disminuida, mientras que las importaciones se hicieron más baratas que el de las exportaciones, y la balanza comercial se volvió a negativo.
Una vez más, Polonia entró en crisis. En total, el crecimiento económico entre los años 1926 y 1929 no se sintió con fuerza. La razón principal fue el declive de la industria, infligido por el descenso de la demanda de artículos de Polonia. La crisis duró hasta mediados de los años 30. Se profundizó con la gran crisis de 1929-1932.
Tras el comienzo de otra crisis económica, el gobierno tomó medidas para eliminar el déficit presupuestario mediante la reducción de gastos del ejército. A pesar de que un tercio de los gastos se redujo, el déficit persistió. Algunos de los fondos necesarios para la economía fue divulgada por el gobierno para los acreedores y bancos extranjeros. Los precios se elevaron, de nuevo por los productos extranjeros, mientras que los subsidios fueron dado a los exportadores.
En 1935 Pilsudski murió, y el poder llegó a los generales. Polonia aún era un país agrario (61 % de la población en 1931). Para reformar la economía, el gobierno pensó en una nueva intervención más rápida. Como resultado, Polonia nacionalizó la industria entre 1935 y 1939, terminando con el poder comunista más tarde. La cantidad de bienes producidos superó las expectativas en las fábricas estatales. El resultado fue instantáneo, se estabilizó la economía, no se temía por una mayor devaluación superior de la moneda, y se observó un rápido crecimiento. Sin embargo, la Segunda Guerra Mundial rompió bruscamente con toda la calma. El gobierno tuvo que huir de los alemanes. Ya en la emigración, el gobierno dio a conocer los nuevos billetes con denominación de 1, 2, 5, 10, 20, 50, 100 y 500 esloti con fecha para el 15 o el 20 de agosto de 1939. Estos billetes fueron impresos en los EE. UU.

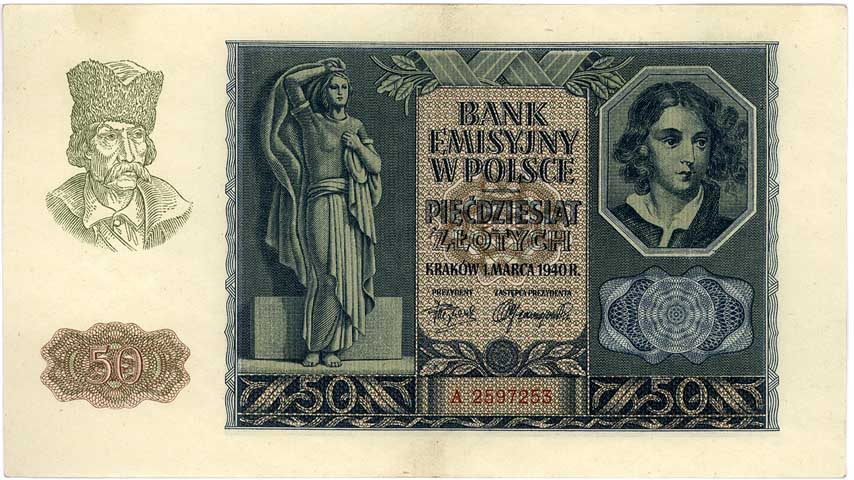
Billete de 50 eslotis (sin águila) de 1940 emitido por las autoridades de ocupación alemanas en el Gobierno General.

### Gobierno General
Al iniciarse la Segunda Guerra Mundial en septiembre de 1939, bastantes edificios de la ciudad fueron dañados y la ceca fue ocupada por las fuerzas alemanas; los trabajadores de la Casa de la Moneda debieron trabajar bajo el control de esas autoridades y, al concluir la ocupación, la misma fue volada por los nazis en su retirada.
Entre 1944 y 1952 la ceca fue reconstruida en la calle Ceglana, hoy Pereca, y reinicio su actividad, pero sin la producción de monedas. La primera emisión de posguerra se realizó en 1953, con piezas de aluminio de 1 y 2 groszy con año 1949.
El 6 de octubre de 1939 se produce la ocupación de Polonia por parte de las fuerzas armadas alemanas (Wehrmacht), quedando el país a manos del control alemán hasta enero de 1945.
Durante la ocupación de Polonia se mantuvo el Gobierno de Polonia en el exilio.
Se crea el nuevo Banco Emisor de Polonia y a partir de mayo de 1940, los viejos billetes (emitidos de 1924 a 1939) fueron sellados con la nueva entidad monetaria alemana, el Reichsmark.
El cambio fue racionado según el estatus social de cada persona (judío, polaco, alemán…), y el tipo de cambio fijo, correspondiéndole a un reichsmark el cambio de dos esloti. El Banco Nacional de Polonia empezó a emitir de nuevo billetes de esloti el 22 de julio de 1944.

### República Popular
Al finalizar la Segunda Guerra Mundial, las fuerzas del Ejército alemán fueron expulsadas del territorio polaco gracias al avance del Ejército Rojo de la Unión Soviética, estableciéndose en Polonia el Estado socialista.
En el año 1950 se crea un nuevo esloti (con código ISO 4217 PLZ), reemplazando este al anterior con una equivalencia de 1 nuevo igual a 100 de los anteriores.
En 1990, el esloti pasó de ser una divisa fija a un sistema de cambio flexible.
Llegó a existir el llamado esloti de intercambio (złoty dewizowy) entre 1950 y 1990, aunque no estaba en circulación y únicamente se empleaba con fines contables. Esto se debía a que el esloti tenía un tipo de cambio fijo establecido por el gobierno y este no establecía un solo tipo de cambio sino que había diferentes tasas de cambio según el tipo de transacción y de quién la realizaba, pero no dependía de la cantidad. A los extranjeros fuera del bloque comunista soviético se le ofrecía, por lo general, un tipo de cambio inferior. Este "mercado negro gubernamental" llegó a su fin con el fin del "control" ruso en 1989.

### Tercera República
El 29 de diciembre de 1989 Polonia rechazó su gobierno comunista. Cambió su nombre de República Popular de Polonia y pasó a llamarse República de Polonia, un nombre que había utilizado antes de la Segunda Guerra Mundial. El emblema del águila polaca coronada utilizado antes de la II Guerra Mundial fue restaurado, en sustitución del águila sin corona que había sido utilizado durante el periodo comunista. La emisión ya había comenzado acuñando las monedas de 1990 con el antiguo nombre del país. Fueron incluidas las monedas de 1, 2, 5, 10 y 20 esloti. La inflación sin embargo creó la necesidad de monedas de alta denominación, por lo que a mediados de 1990 se introdujeron tres nuevas denominaciones, 50, 100 y 10 000 esloti. Estas nuevas monedas llevaban las leyendas de la República de Polonia, y el histórico emblema del águila coronada. Las nuevas monedas de 50 y 100 esloti fueron acuñadas para sólo un año. Durante este año fueron siete las monedas que destacan por este importante cambio, tanto por temas comunista y poscomunistas fueron incluidas en un mismo año.
Debido a la alta hiperinflación de la economía sufrida durante la década de los ochenta, hizo que la moneda se tuviera que redevaluar en sucesivas ocasiones. En 1993 se llegó a imprimir billetes de un valor de 2 millones de esloti.
El 1 de enero de 1995 se produjo un cambio oficial del esloti pasando de antiguo PLZ al nuevo PLN con una equivalencia de 10 mil PLZ igual a 1 PLN.

## Monedas en circulación
Emitidas por el Banco Nacional de Polonia (Narodowy Bank Polski), circulan monedas con las denominaciones de:

### Serie 1991
| Denominación | Acuñada desde | Metal              | Metal              | Diámetro (mm) | Peso (g) | Canto              |
| Denominación | Acuñada desde | Anillo             | Centro             | Diámetro (mm) | Peso (g) | Canto              |
| ------------ | ------------- | ------------------ | ------------------ | ------------- | -------- | ------------------ |
| 1 grosz      | 1991          | Acero bronceado    | Acero bronceado    | 15,50         | 1,64     | Estriado           |
| 2 grosze     | 1991          | Acero bronceado    | Acero bronceado    | 17,50         | 2,13     | Liso               |
| 5 groszy     | 1991          | Acero bronceado    | Acero bronceado    | 19,50         | 2,59     | Discontinuo        |
| 10 groszy    | 1991          | Cuproníquel        | Cuproníquel        | 16,50         | 2,51     | Discontinuo        |
| 20 groszy    | 1991          | Cuproníquel        | Cuproníquel        | 18,50         | 3,22     | Estriado           |
| 50 groszy    | 1991          | Cuproníquel        | Cuproníquel        | 20,50         | 3,94     | Estriado           |
| 1 esloti     | 1991          | Cuproníquel        | Cuproníquel        | 23,00         | 5,00     | Estriado           |
| 2 eslotis    | 1994          | Bronce de aluminio | CuNi               | 21,50         | 5,21     | Liso               |
| 5 eslotis    | 1994          | CuNi               | Bronce de aluminio | 24,00         | 6,54     | Estriado irregular |

### Serie 2014
El costo de la acuñación de las monedas de cobre con valor nominal de 1 grosz empezó a superar su valor nominal. Incluso después de la última devaluación, el cobre en los mercados mundiales (-12 % YTD) en una moneda de cobre de groszy valía casi dos groszy.
Por tanto, el 3 de marzo de 2014 el Banco Nacional Polaco puso en circulación una nueva serie de monedas de circulación general con denominaciones de 1, 2 y 5 groszy, fabricadas en acero y recubiertas en latón, y con una pequeña modificación en el anverso respecto a las anteriores. Estas piezas fueron producidas por la Ceca Real de Reino Unido
Las monedas con denominaciones de 1, 2 y 5 groszy puestas en circulación en 1995 seguirán siendo de curso legal y funcionarán de forma paralela a la circulación de las nuevas monedas. Las especificaciones técnicas y las imágenes de las nuevas monedas no cambian.

### Serie 2017
Desde comienzos de 2017, la Casa de Moneda polaca ha sido la responsable de la operación de todas las monedas emitidas por el Banco Nacional de Polonia (1, 2, 5, 10, 20 y 50 groszy y 1, 2 y 5 eslotis).
El anverso de las denominaciones de 10, 20, 50 groszy y 1 zloty será reemplazado por la imagen que aparece en el anverso de las de denominación 1, 2 y 5 groszy puestas en circulación en 2014.

## Billetes en circulación

### Emisión 1994
Emitidos por el Banco Nacional de Polonia, (Narodowy Bank Polski), con fecha de emisión 25 de abril de 1994:
| Imagen | Denominación | Dimensión | Descripción            | Descripción |
| Imagen | Denominación | Dimensión | Anverso                | Reverso |
| ------ | ------------ | --------- | ---------------------- | --- |
|        | 10 eslotis   | 120 x 60  | Mieszko I              | Denario de plata usado durante el reinado de Mieszko I |
|        | 20 eslotis   | 126 x 63  | Bolesław I El valiente | Denario de plata usado durante el reinado de Bolesław I; Iglesia de San Nicolas en Cieszyn                                                                            |
|        | 50 eslotis   | 132 x 66  | Casimir III El grande  | El águila blanca, sello real de Casimir III El grande y la regalia de Polonia: Cetro y Orbe; Dibujo de Cracovia de un libro medieval                                  |
|        | 100 eslotis  | 138 x 69  | Władysław II Jagiełło  | Escudo con El águila blanca de la lápida de Władysław II Jagiełło, escudo de los caballeros teutónicos y las espadas de Grunwald; Castillo de Malbork en la izquierda |
|        | 200 eslotis  | 144 x 72  | Segismundo I El Viejo  | Águila entrelazada con la letra S en un hexágono, Capilla de Segismundo de Wawel                                                                                      |

### Emisión 2012 y posteriores mejoras
Emitidos por el Banco Nacional de Polonia, (Narodowy Bank Polski), con fecha de emisión 5 de enero de 2012, y posterior mejora en medidas de seguridad:
| Denominación | Dimensión | Descripción            | Descripción | Fecha de Emisión               |
| Denominación | Dimensión | Anverso                | Reverso | Fecha de Emisión               |
| ------------ | --------- | ---------------------- | --- | ------------------------------ |
| 10 eslotis   | 120 x 60  | Mieszko I              | Denario de plata usado durante el reinado de Mieszko I | 05-01-2012 15-09-2015 (mejora) |
| 20 eslotis   | 126 x 63  | Bolesław I El valiente | Denario de plata usado durante el reinado de Bolesław I; Iglesia de San Nicolas en Cieszyn                                                                            | 05-01-2012 15-09-2015 (mejora) |
| 50 eslotis   | 132 x 66  | Casimir III El grande  | El águila blanca, sello real de Casimir III El grande y la regalia de Polonia: Cetro y Orbe; Dibujo de Cracovia de un libro medieval                                  | 05-01-2012 08-12-2017 (mejora) |
| 100 eslotis  | 138 x 69  | Władysław II Jagiełło  | Escudo con El águila blanca de la lápida de Władysław II Jagiełło, escudo de los caballeros teutónicos y las espadas de Grunwald; Castillo de Malbork en la izquierda | 05-01-2012                     |
| 200 eslotis  | 144 x 72  | Segismundo I El Viejo  | Águila entrelazada con la letra S en un hexágono, Capilla de Segismundo de Wawel                                                                                      | 30-03-2015 30-03-2015 (mejora) |
| 500 eslotis  | 150 × 75  | Juan III Sobieski      | Palacio de Wilanów, Escudo de armas del reinado de Juan III Sobieski                                                                                                  | 16-02-2016 12-01-2017 (mejora) |

## Monedas conmemorativas de circulación general

### Serie 2 eslotis
Entre los años 1995 y 2014 Polonia ha producido una serie de monedas conmemorativas de 2 eslotis que cubren una amplia variedad de temas nacionales. Las monedas están acuñadas en una aleación de aluminio-bronce denominada Oro nórdico. Las emisiones tienen un precio razonable entre los coleccionistas, sin embargo su recogida puede ser difícil debido a la gran cantidad de temas.
La colección consta de 260 monedas y se organizan en varios grupos dependiendo del motivo al que se conmemora.
| Motivo                                            | Unidades | Año de emisión |
| ------------------------------------------------- | -------- | -------------- |
| Diseños individuales                              | 174      | 1995-2014      |
| Castillos y palacios de Polonia                   | 6        | 1995-2000      |
| Animales del Mundo                                | 19       | 1995-2014      |
| Año 2000 - llegada al milenio                     | 1        | 2000           |
| Pintores polacos del siglo XIX / XX               | 10       | 2002-2012      |
| 10 años de la Gran Orquesta de Caridad de Navidad | 1        | 2003           |
| Juan Pablo II - 25 aniversario de su pontificado  | 1        | 2003           |
| Escudos de Voivodatos                             | 16       | 2004-2005      |
| Historia de Polonia                               | 32       | 2005-2008      |

### Serie 5 eslotis: "Descubre Polonia"
La serie “Descubre Polonia” es una colección de monedas conmemorativas de circulación de 5 eslotis. Fue inaugurada el 22 de mayo de 2014 con la moneda de 25 años de libertad.
La serie muestra aniversarios de acontecimientos importantes para Polonia y describe lugares para su visita. Todas las monedas de la serie son acuñadas con la misma aleación (núcleo de bronce y anillo de cuproníquel) y son del mismo tamaño.
La serie de 5 eslotis fue sustituida por la serie de monedas conmemorativas de 2 eslotis la cual se estuvo emitiendo desde 1995.
| Motivo                                   | Emisión    | Fecha Emisión          |
| ---------------------------------------- | ---------- | ---------------------- |
| 25 años de libertad                      | 1 500 000  | 22 de mayo de 2014     |
| Castillo Real de Varsovia                | 1 200 000  | 7 de noviembre de 2014 |
| Canal de Bydgoszcz                       | 1 200 000  | 22 de mayo de 2015     |
| Ayuntamiento de Poznan                   | 1 200 000  | 6 de noviembre de 2015 |
| Molino del Cura, Lodz                    | 1 200 000  | 23 de mayo de 2016     |
| Castillo Ducal, Szczecin                 | 1 200 000  | 3 de noviembre de 2016 |
| Capilla de la Santísima Trinidad, Lublin | 1 200 000  | 22 de mayo de 2017     |
| Región Industrial Central (COP)          | 1 200 000  | 15 de octubre de 2017  |
| 100 años de Independencia                | 38 424 000 | 22 de mayo de 2018     |

## Tasa media anual de cambio en años anteriores
| Año                        | USD      | EUR      | DEM      | GBP      | CHF      | JPY      |
| -------------------------- | -------- | -------- | -------- | -------- | -------- | -------- |
| 1990                       | 9500.00  | 12070.50 | 5864.19  | 16862.50 | 6884.05  | 65.45    |
| 1991                       | 10584.26 | 13088.29 | 6378.62  | 18652.81 | 7379.05  | 78 7235  |
| 1992                       | 13630.12 | 17662.35 | 8761.51  | 24009.90 | 9742.76  | 107.7766 |
| 1993                       | 18164.84 | 21204.91 | 10975.20 | 27274.86 | 12308.00 | 164.16   |
| 1994                       | 22726.95 | 26913.49 | 14049.60 | 34772.23 | 16670.93 | 224.16   |
| Reforma monetaria(10000:1) |          |          |          |          |          |          |
| 1995                       | 2.4244   | 3.1358   | 1.6928   | 3.8257   | 2.0545   | 0.0258   |
| 1996                       | 2.6965   | 3.3774   | 1.7920   | 4.2154   | 2.1826   | 0.0248   |
| 1997                       | 3.2808   | 3.7055   | 1.8918   | 5.3751   | 2.2627   | 0.0272   |
| 1998                       | 3.4937   | 3.9231   | 1.9888   | 5.7907   | 2.4149   | 0.0268   |
| 1999                       | 3.9675   | 4.2270   | 2.1612   | 6.4197   | 2.6413   | 0.0350   |
| 2000                       | 4.3464   | 4.0110   | 2.0508   | 6.5787   | 2.5747   | 0.0403   |
| 2001                       | 4.0939   | 3.6685   | 1.9558   | 5.8971   | 2.4298   | 0.0337   |
| 2002                       | 4.0795   | 3.8557   | –        | 6.1293   | 2.6288   | 0.0329   |
| 2003                       | 3.8889   | 4.3978   | –        | 6.3570   | 2.8911   | 0.0339   |
| 2004                       | 3.6540   | 4.5340   | –        | 6.6904   | 2.9370   | 0.0337   |
| 2005                       | 3.2348   | 4.0254   | –        | 5.8833   | 2.5999   | 0.0294   |
| 2006                       | 3.1025   | 3.8951   | –        | 5.7116   | 2.4761   | 0.0266   |
| 2007                       | 2.7667   | 3.7829   | –        | 5.5310   | 2.3035   | 0.0235   |
| 2008                       | 2.3708   | 3.4908   | –        | 4.2200   | 2.2291   | 0.0234   |
| 2009                       | 3.1175   | 4.3276   | –        | 4.8563   | 2.8665   | 0.0333   |
| 2010                       | 3.0179   | 3.9939   | –        | 4.6587   | 2.8983   | 0.0345   |
| 2011                       | 2.9636   | 4.1190   | –        | 4.7463   | 3.3474   | 0.0373   |
| 2012                       | 3.2581   | 4.1852   | –        | 5.1605   | 3.4724   | 0.0409   |
| 2013                       | 3.1608   | 4.1975   | –        | 4.9437   | 3.4100   | 0.0324   |
| 2014                       | 3.0315   | 4.1631   | –        | 5.0167   | 3.3816   | 0.028778 |
| 2015                       | 3.5725   | 4.3078   | –        | 5.5296   | 3.5833   | 0.029671 |
| 2016                       | 3.9011   | 4.2615   | –        | 5.7862   | 3.9394   | 0.032411 |
| 2017                       | 4,2106   | 4,4157   | –        | 5,1925   | 4,1209   | 0,0358   |
| 2018                       | 3,4546   | 4,1701   | –        | 4,6805   | 3,5567   | 0,0307   |

## El futuro del Esloti
El 1 de mayo de 2004, Polonia después de casi 15 años de construir su democracia, fue admitida en las estructuras de la Unión Europea. Polonia, uniéndose a la Unión Europea, se comprometió a adoptar la moneda única, pero no estableció un plazo de cuando esto sucedería.
La adhesión de Polonia a la unión monetaria se está retrasando. Inicialmente, se informó que esto se realizará en 2009. Posteriormente, esta fecha se pospuso a 2011, 2012 y 2015. Sin embargo, la condición para establecer la fecha de adopción del euro es el voto parlamentario con una mayoría de dos tercios de los votos enmiendas a las constituciones necesarias para cambiar la moneda. En la actualidad, no hay mayoría en el Parlamento Polaco (Sejm) que respalde tal solución, el partido de la oposición Ley y Justicia exige un referéndum. También se debe tener en cuenta que el 57 % de la población de Polonia está en contra de la adopción del euro en Polonia, y el 34 % de ciudadanos lo aceptan.
Desde el comienzo de membresía de Polonia en la Unión Europea, e incluso antes, ha habido discusiones sobre cómo debería ser el euro polaco. Varios de sus diseños han sido creados y superados por varias compañías. Ya en los años 2003-2004, los supuestos intentos polacos del euro provocaron un revuelo. Sus precios comenzaron a crecer rápidamente. El Emisor, sin embargo, resultó ser una empresa privada. Sus organizadores fueron instituciones, compañías y periódicos. Tal competencia también fue realizada por el Banco Nacional de Polonia. Se propuso una amplia gama de imágenes para decorar monedas de euro polacas. Por lo general, eran personajes ilustres polacos, símbolos nacionales, el logo de Solidaridad y otros.